# Hippodes
Hippodes is een geslacht van rechtvleugeligen uit de familie doornsprinkhanen (Tetrigidae). De wetenschappelijke naam van dit geslacht is voor het eerst geldig gepubliceerd in 1890 door Karsch.

## Soorten
Het geslacht Hippodes omvat de volgende soorten:
- Hippodes conradti Günther, 1938
- Hippodes hopei Bruner, 1920
- Hippodes kribiensis Günther, 1938
- Hippodes vicarius Karsch, 1890